# Somoza (Rúa)
Somoza es un lugar situado en la parroquia de La Rúa, del municipio español de Rúa, en la provincia de Orense, Galicia.

## Demografía
| Gráfica de evolución demográfica de Somoza entre 2000 y 2023 |
|                                                              |
| Datos según el nomenclátor publicado por el INE.             |